# のせりん
のせりん（2003年〈平成15年〉3月25日 - ）は、日本の俳優、モデル。東京都出身。OYB CLUB所属。本名及び旧芸名は能勢 倫。

## 来歴
2020年、高校2年生の時にファッションモデルとして活動を開始し、ブランドやCM出演など多数のメディアやSNSに登場する。
2021年、高校3年生の時に、Instagramを通して表参道の美容師に声を掛けられ、ファッション雑誌『MEN'S NON-NO』の企画が切っ掛けで「OYB CLUB」に所属し、芸能界入りする。
2022年8月23日、恋愛リアリティ番組のオオカミくんには騙されない シーズン12「オオカミちゃんとオオカミくんには騙されない」にレギュラー出演する。
2023年6月20日、『ケーキの切れない非行少年たち』で、テレビドラマに初出演し、俳優デビューする。7月15日、『最高の教師 1年後、私は生徒に■された』で、連続ドラマに初出演する。
2024年3月1日、オフィシャルファンクラブ「のせりんのファンクラブ」を開設する。

## 人物
趣味は、ゲーム、アニメ鑑賞、漫画、音楽鑑賞、K-POP、フィギュア集め。
自由なライフスタイルやジャンルレスなファッションを発信し注目を集め、次世代のニューアイコン的存在。

## 出演

### テレビドラマ
- ケーキの切れない非行少年たち（2023年6月20日、NHK BS1）[2]
- 最高の教師 1年後、私は生徒に■された（2023年7月15日 - 9月23日、日本テレビ） - 不破大成 役[8][9]
- 夫を社会的に抹殺する5つの方法 Season2 第5話 - 最終話（2024年2月7日 - 3月27日、テレビ東京） - 清瀬大也 役[10]
- 恋をするなら二度目が上等（2024年3月6日 - 4月10日、MBS・TBS） - 岩永崇（高校時代）役[11]
- さっちゃん、僕は。（2024年6月11日 - 9月3日、TBS） - 黒磯朝日 役[12]
- 毒恋〜毒もすぎれば恋となる〜（2024年9月17日 - 12月10日、TBS） - ユウ 役[13]
- 晩餐ブルース 第5話（2025年2月20日、テレビ東京） - 山ノ上祥 役[14]
- 僕達はまだその星の校則を知らない（2025年7月14日 - 、関西テレビ・フジテレビ） - 高瀬佑介 役[15]

### 映画
- 近畿地方のある場所について（2025年8月8日）[16]
- あなたの息子ひき出します!（公開日未定）[17]

### CM
- Google「Google Pixel 6・Google Pixel7 & 7Pro」「Team Pixel」（2023年）[2]
- ソニー銀行（2025年）[18]

### ミュージック・ビデオ
- FAKY『Sayonara My Ex』（2021年8月30日）[2]
- 森大翔『たいしたもんだよ』（2023年5月31日）[19]
- フレデリック『CYAN』（2024年6月9日）[20]
- りりあ。『ねえ、ちゃんと聞いてる?』（2024年6月26日）[21]

### 配信ドラマ
- 拝啓、大人になる貴方へ（2023年9月23日・30日、Hulu） - 不破大成 役[22]

### 配信番組
- オオカミくんには騙されない シーズン12「オオカミちゃんとオオカミくんには騙されない」（2022年8月14日 - 10月30日、ABEMA）[5]

### モデル
- DROP TOKYO（2020年 - 2023年）[2][23]
- OvE イメージモデル（2021年 - 2023年）[2]
- WEGO 秋冬ヴィジュアルモデル（2021年）[2][24]
- Rakuten Fashion Week TOKYO DIGITAL VOICEモデル（2021年）[25]
- VAVA×KUMA KENGO（2021年）[2]
- PAUL SMITH PS Paul Smith Happy（2021年）[2]
- Style Wars TOKYO SEASON VISUAL MODEL（2021年）[26]
- Grounds SEASON VISUAL MODEL（2022年）[2]
- FASHIONSNAP.COM×KEEN（2022年）[27]
- Lavons Holic イメージヴィジュアル（2022年 - 2023年）[2][28]
- ALAND STUDIOモデル（2022年 - 2023年）[2][29]
- NIKE PHENIX Fleeceモデル（2022年）[2]
- EMPORIO ARMANI Capsule Collectionモデル（2022年）[2]
- Limi feuヴィジュアルモデル（2022年）[30]
- Tommy Hilfiger Monogram（2022年）[31]
- adidas タイアップモデル（2023年）[2]

### ファッションショー
- 東京ガールズコレクション
  - マイナビ presents 第35回 TOKYO GIRLS COLLECTION 2022 AUTUMN/WINTER（2022年9月3日、さいたまスーパーアリーナ）[32]
  - マイナビ presents 第37回 TOKYO GIRLS COLLECTION 2023 AUTUMN/WINTER（2023年9月2日、さいたまスーパーアリーナ）[33]
  - マイナビ presents 第38回 TOKYO GIRLS COLLECTION 2024 SPRING/SUMMER（2024年3月2日、国立代々木競技場第一体育館）[34]
  - KCON JAPAN 2024×TOKYO GIRLS COLLECTION（2024年5月10日、幕張メッセ）[35]
- 札幌コレクション
  - KUU presents 第17回 SAPPORO COLLECTION 2022 AUTUMN/WINTER[36]
  - MUSEE PLATINUM presents 第18回 SAPPORO COLLECTION 2023 AUTUMN/WINTER（2023年11月4日、北海道立総合体育センター）[37]
- 和歌山コレクション
  - oomiya presents TGC WAKAYAMA 2024 by TOKYO GIRLS COLLECTION（2024年2月3日、和歌山ビッグホエール）[38]
- GirlsAward
  - Rakuten GirlsAward 2024 AUTUMN/WINTER（2024年10月19日、幕張メッセ）[39]